# Studio Ett
Studio Ett är ett aktuellt nyhetsmagasin som sänds i Sveriges Radio P1 på vardagseftermiddagar.

## Innehåll
Programmet fördjupar och analyserar det som händer i samhället, både i Sverige och i resten av världen. Studio Ett leds av olika programledare; Li Hellström/Mikael Sjödell och Magnus Thorén/Helena Groll alternerar. Chef för Studio Ett är Olof Sjölander. Studio Ett sänds klockan 16.00–16:45 och 17:00–17:45 på vardagar, med repris 22:12-22:55.

## Historia
Programmet började sända den 18 januari 1993. Det första programmet leddes av Maria Ericsson och Göran Rosenberg; även Margit Silberstein och Staffan Dopping var med från starten. Den 3 januari 1994 fick programmet även en morgonupplaga som sände mellan 8.10 och 9.00 och ersatte programmet Direkt. Morgonupplagan sände sista gången den 30 oktober 1998 och ersattes då av programmet P1-morgon.
1 december 2007 blev Thomas Björkman chef för Studio Ett. Den 27 januari 2010 gjordes programmet om för att bli mer dagsaktuellt. Programmet skulle därefter ledas av två fasta programledarpar.

### Intervjun med Israels ambassadör
I Studio Ett den 17 februari 2015, dagarna efter en attack mot en synagoga i Köpenhamn, intervjuade Helena Groll Israels ambassadör Isaac Bachman. Groll frågade "Har judarna själva något ansvar för den växande antisemitismen som vi ser nu?". Vissa menade att frågan i sig var ett uttryck för antisemitism, vilket Groll tog avstånd ifrån. Frågan togs bort från den version av programmet som senare lades ut på Sveriges radios webbplats, men sändes följande lördag i programmet Medierna där Groll och producenten bereddes uttrymme att ytterligare reflektera kring intervjun, de efterföljande reaktionerna på programmet och avpubliceringen av inslaget från programmet på webben. De menade att de hade blandat ihop begreppen judar och staten Israel samt att Isaac Bachman också hade varit inbjuden just som representant för staten Israel.
Beslutet om avpubliceringen på webben, vilket aldrig hade hänt tidigare, fattades av Ekots redaktionsledning. Sveriges Radios tidigare VD, Mats Svegfors, var kritisk mot att Sveriges radio hade tagit bort händelsen ur arkivet.
Ordväxlingen i programmet uppmärksammades även i utländska medier.
Inslaget anmäldes till, och fälldes i, Granskningsnämnden för att ha brutit mot bestämmelsen i sändningstillståndet som rör radions särskilda genomslagskraft. Granskningsnämnden skrev att formuleringen var "uppenbart kränkande".
Dåvarande kollegan Jörgen Huitfeldt sade 2018 att ordvalet i frågan var felaktigt och att Groll troligen snarare avsåg att fråga om staten Israels ansvar. Han sade att det var olyckligt att just Groll genom sitt misstag blev en projektionsyta för ett missnöje kring Sveriges Radios rapportering.

## Kritik
Thomas Nordegren har i sitt program Nordegren & Epstein öppet kritiserat Sveriges radios program Ekonyheterna och Studio Ett för att nästan aldrig rätta felaktigheter i sina program.